# Campeonato Paraense de Futebol de 1934
O Campeonato Paraense de Futebol de 1934 foi a 24.ª edição da principal divisão do futebol do Pará. Organizada pela Liga Atlética Paraense, a competição contou com a participação de seis clubes, todos sediados na capital Belém. O Paysandu sagrou-se campeão, conquistando seu 10º título estadual, enquanto a Tuna Luso ficou com o vice-campeonato.

## Participantes
| Equipe         | Cidade | Títulos (mais recente) | Part. |
| -------------- | ------ | ---------------------- | ----- |
| Brazil Sport   | Belém  | 0 (não possui)         | 17    |
| Júlio César    | Belém  | 0 (não possui)         | 3     |
| Paysandu       | Belém  | 9 (1932)               | 20    |
| Remo           | Belém  | 12 (1933)              | 21    |
| Tuna Luso      | Belém  | 0 (não possui)         | 2     |
| União Sportiva | Belém  | 2 (1910)               | 23    |

## Premiação
| Campeonato Paraense de 1934   |
| Belém                         |
| ----------------------------- |
| Paysandu Campeão (10º título) |